# لوتشيانو فيديريكو
لوتشيانو فيديريكو (بالإيطالية: Luciano Federico)‏ هو ممثل إيطالي، ولد في 28 أغسطس 1968 بسانريمو في إيطاليا.

## أعمال

### أفلام
- (2000) مالينا[2]

## وصلات خارجية
- لوتشيانو فيديريكو على موقع IMDb (الإنجليزية)
- لوتشيانو فيديريكو على موقع قاعدة بيانات الأفلام العربية
- لوتشيانو فيديريكو على موقع ألو سيني (الفرنسية)
- لوتشيانو فيديريكو على موقع أول موفي (الإنجليزية)
- لوتشيانو فيديريكو على موقع قاعدة بيانات الأفلام السويدية (السويدية)
- لوتشيانو فيديريكو على موقع قاعدة بيانات الفيلم (الإنجليزية)
- لوتشيانو فيديريكو على موقع كينوبويسك (الروسية)